# Jean-Michel Moreau
Jean-Michel Moreau, detto Moreau le Jeune (Parigi, 26 marzo 1741 – Parigi, 30 novembre 1814), è stato un pittore, incisore e disegnatore francese, il più importante esponente della illustrazione rococò di soggetto galante.

## Biografia

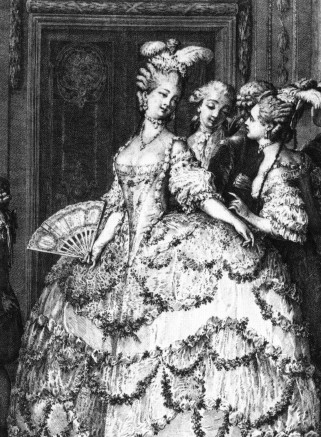
La signora del palazzo della regina, tratto da un disegno di Moreau le Jeune, 1777.

Jean-Michel Moreau detto Moreau le Jeune, entrò subito in sintonia con la moda. Non sorprende quindi che le sue opere più famose fossero illustrazioni per un libro dedicato alla storia del costume e delle usanze contemporanee pubblicato nel 1777 e nel 1783, intitolato Monument du costume di Restif de la Bretonne, che risultò la testimonianza più completa del gusto e dei modi della nobiltà francese dei suoi tempi.
Moreau le Jeune, nato a Parigi il 26 marzo 1741, nella prima giovinezza studiò sotto la guida del pittore, incisore e architetto Louis-Joseph Le Lorrain, seguendolo nella trasferta a San Pietroburgo nel 1758 quando diventò il direttore della Accademia russa di belle arti, aiutandolo nelle opere di decorazione teatrale.
Quando tornò a Parigi nel 1759, tuttavia, abbandonò praticamente la pittura, dedicandosi alle incisioni con il maestro incisore e disegnatore Jacques-Philippe Le Bas e alle illustrazioni.
Creatore prolifico, l'opera completa di Moreau le Jeune comprende più di duemila disegni, quasi tutti anche incisi, e ottenne successi sia con le opere di riproduzione degli artisti più in auge sia con quelle originali, distinguendosi per lo stile elegante, per il gusto del dettaglio, per il taglio compositivo delle scene e per l'acuto studio dei costumi. Gli editori lo cercavano per la sua capacità di osservazione e l'abilità di catturare sfumature di gesti, posa e luce.
Influenzato da Jacques-Louis David e da Joseph-Marie Vien e da un soggiorno in Italia nel 1785, Moreau le Jeune si avvicinò ad un certo accademismo che mutò la sua feconda creatività.
Ha anche fornito disegni per l'Encyclopédie di Denis Diderot e, come incisore, ha collaborato con François Boucher e illustrato gli scritti di Voltaire, di Jean-Jacques Rousseau, di Ovidio, Molière, Jean de La Fontaine, Pierre Corneille.
Moreau le Jeune fu nominato "dessinateur des menus plaisirs du roi" nel 1770 e "dessinateur et graveur du Cabinet du Roi" nel 1781
e diventò membro dell'Académie royale de peinture et de sculpture nel 1789.
Il suo successo artistico continuò durante la Rivoluzione francese e anche dopo, dato che nel 1814 Luigi XVIII di Francia gli assegnò nuovamente un incarico per l'ufficio reale.
Massone, fu membro della loggia parigina "Les Neuf Sœurs" del Grande Oriente di Francia.

## Opere
- Projet d'illustration pour la Henriade de Voltaire, Museo delle belle arti di Pau;
- Henri IV chez Michau, Museo delle belle arti di Pau;
- Mornay arrache Henri IV à l'amour de Gabrielle, Museo delle belle arti di Pau;
- Sensibilité de Henri IV, Museo delle belle arti di Pau;
- Charlotte Corday dans la belle Normande, Museo Lambinet di Versailles;
- Le mort de Brutus (?), Museo Magnin di Digione;
- Le Code noir, acquaforte di Moreau le Jeune.
- Grave de Helman.